# Fleurines
Fleurines is een gemeente in het Franse departement Oise (regio Hauts-de-France). De plaats maakt deel uit van het arrondissement Senlis. Fleurines telde op 1 januari 2022 1.927 inwoners.

## Geografie
De oppervlakte van Fleurines bedroeg op 1 januari 2022 11,95 vierkante kilometer; de bevolkingsdichtheid was toen 161,3 inwoners per km².

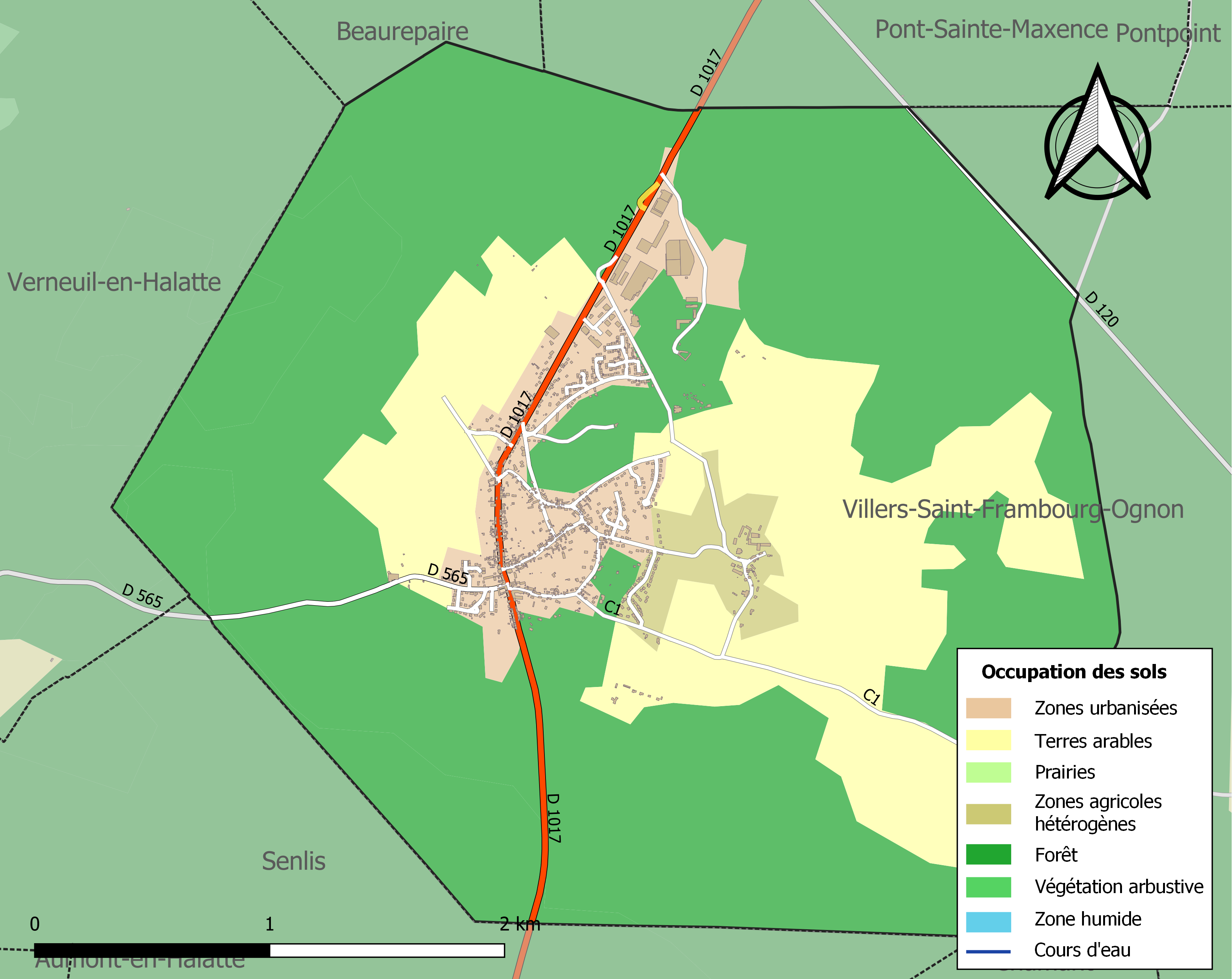
Kaart van de gemeente met belangrijkste infrastructuur, bodemgebruik en omliggende gemeenten

## Demografie
Onderstaande figuur toont het verloop van het inwonertal (bron: INSEE-tellingen).